# Siechhäusern
Siechhäusern ist ein Gemeindeteil von Markt Indersdorf im oberbayerischen Landkreis Dachau. Der Weiler liegt circa einen halben Kilometer östlich von Indersdorf.
Der Ort wurde 1435 als „Siechhauß“ erstmals erwähnt. Dem Namen nach handelte es sich um ein Siechenhaus für Leprakranke.